# Non (essai)
Pour les articles homonymes, voir Non.
Non est un recueil d'articles littéraires écrits par Marc-Édouard Nabe entre 1984 et 1998, publié en 1998 par les éditions du Rocher.  Les textes rassemblés dans cet ouvrage ont pour point commun de concerner des sujets pour lesquels Nabe fait part de son antipathie, voire de son aversion, ou bien auxquels il consacre des recensions négatives. Il a été publié simultanément au livre Oui, qui contient au contraire des textes positifs et élogieux. 

## Contenu

### Articles publiés

#### Ad rem
- « Ubu imam. Un acte tendancieux », Ad rem no 1, octobre 1989

#### L'Autre Journal
- « Le mou-salaud », L'Autre Journal no 1, janvier 1993

#### Cahiers Roger Nimier
- « Mort aux hussards morts et vivants ! », Cahiers Roger Nimier no 6, printemps 1989

#### L'Éternité
- « Éditorial », L'Éternité no 1, février 1997
- « Mitterrand, l'imputrescible », L'Éternité no 1, février 1997
- « L’orifice immonde », L'Éternité no 1, février 1997
- « Au nom du trou », L'Éternité no 1, février 1997
- « Les nazis de la niaiserie », L'Éternité no 1, février 1997 (reproduit sous le titre « Les nains de jardin de Guy Debord »)
- « Le Pen vous fait jouir », L'Éternité no 1, février 1997
- « La désobéissance des moutons. Éditorial », L'Éternité no 2, mars 1997
- « Y a bon Rwanda », L'Éternité no 2, mars 1997
- « Revaginisons l'atmosphère », L'Éternité no 2, mars 1997
- « Le KGB des miettes », L'Éternité no 2, mars 1997
- « L’enfer du Nintendo », L'Éternité no 2, mars 1997
- « La société des suicidés », L'Éternité no 2, mars 1997
- « Les salauds du livre. Tragédie en un acte », L'Éternité no 2, mars 1997

#### L'Idiot international
- « L’Espérance. Éditorial », L'Idiot international no 5, 17 mai 1989
- « L’Europe de mes douze », L'Idiot international no 7, 16 juin 1989
- « Pasolini devant les cochons », L'Idiot international no 8, 28 juin 1989
- « Le plus beau défilé du monde », L'Idiot international no 9, 5 juillet 1989
- « Les vacances de maître K. », L'Idiot international no 10, 12 juillet 1989
- « Lettre à la Lune », L'Idiot international no 11, 19 juillet 1989
- « Les versets médiatiques », L'Idiot international no 12, 26 juillet 1989
- « Le muezzin de la tolérance », L'Idiot international no 13, 2 août 1989
- « Sade contre Télérama », L'Idiot international no 13, 2 août 1989
- « Élisabeth Badinter ou les infortunes du féminisme, par le marquis de Nabe » L'Idiot international no 14, 16 août 1989
- « La danse des fidèles », L'Idiot international no 15, 23 août 1989
- « La rentrée littéraire », L'Idiot international no 16, 30 août 1989
- « J’ai fait un cauchemar », L'Idiot international no 16, 30 août 1989
- « La triste fin de Françoise Verny », L'Idiot international no 17, 6 septembre 1989
- « Anne Sinclair reçoit Jésus-Christ », L'Idiot international no 18, 13 septembre 1989
- « Visions de l'Idiot », L'Idiot international no 18, 13 septembre 1989
- « Encadrés », L'Idiot international no 19, 20 septembre 1989
- « Arrêtez de sourire ! Lettre ouverte à monseigneur Gaillot », L'Idiot international no 20, 21 septembre 1989
- « Un Idiot dans la forge », L'Idiot international no 21, 4 octobre 1989
- « Le nirvana piégé. Lettre ouverte au Dalaï-Lama », L'Idiot international no 22, 11 octobre 1989
- « Serge Gainsbeurk », L'Idiot international no 24, 25 octobre 1989
- « Notre-Dame des pompiers », L'Idiot international no 25, 1er novembre 1989
- « Toujours plus noir », L'Idiot international no 27, 15 novembre 1989
- « Comment ne jamais avoir le Prix Goncourt », L'Idiot international no 28, 22 novembre 1989
- « Le jeune homme des années 90 », L'Idiot international no 29, 29 novembre 1989
- « L’ours et le renard », L'Idiot international no 30, 6 décembre 1989
- « On achève bien les enfants », L'Idiot international no 31, 13 décembre 1989
- « Marchais crève », L'Idiot international no 33, 10 janvier 1990
- « La nouvelle France de Jean Yanne », L'Idiot international no 34, 17 janvier 1990
- « Épître aux Roumains », L'Idiot international no 35, 25 janvier 1990

#### L'Imbécile de Paris
- « Fini de rire », L'Imbécile de Paris no 2, 5 septembre 1991
- « Pensée directe », L'Imbécile de Paris no 4, novembre 1991
- « Le mauvais Pialat », L'Imbécile de Paris no 5, décembre 1991[1]

#### L'Infini
- « Mesdames, Messieurs », L'Infini no 5, hiver 1984
- « La Mussolinienne », L'Infini no 8, automne 1984
- « Apologie de l'excision », L'Infini no 13, hiver 1986
- « L’Extinction du flirt », L'Infini no 13, hiver 1986
- « L’intelligentsia », L'Infini no 34, été 1991
- « La place de la Mort », L'Infini no 57, printemps 1997

#### Nyx
- « Sur mes grands chevaux », NYX no 6, deuxième trimestre 1988

#### Paris Match
- « La montagne violée », Paris Match no 2405, 29 juin 1995
- « Addio Fabio ! », Paris Match no 2410, 3 août 1995
- « Conjugalement incorrect », Paris Match no 2433, 21 janvier 1996
- « Pauvre vache », Paris Match no 2445, 4 avril 1996
- « La Défense des utopies », Paris Match no 2554, 7 mai 1998
- « Sandrine et Virginie », Paris Match no 2557, 28 mai 1998

#### Question de
- « Fin ? », Question de no 113, septembre 1998

#### Le Quotidien de Paris
- « Vivre des morts », Le Quotidien de Paris, 25 janvier 1989

#### Technikart
- « Le portable de Robinson Crusoë », Technikart no 17, novembre 1997

#### Vertiges des lettres
- « Politique de merde », Vertiges des lettres no 2, juin 1984
- « Anarchie obligatoire », Vertiges des lettres no 3, juillet-août 1984
- « La vie sans Freud », Vertiges des lettres no 5, décembre 1984

### Parus en volume
- « Le carnaval des enculés », pour Paris Match, 24 juin 1996
- « S.D.F. go home. Éditorial », pour L'Éternité no 3, avril 1997
- « Microcosme », pour L'Éternité no 3, avril 1997
- « À quoi font-ils penser ? », pour L'Éternité no 3, avril 1997
- « Hitlernet », pour L'Éternité no 3, avril 1997
- « Les dix commandements des tolérants », pour L'Éternité no 3, avril 1997
- « La kaputt », pour L'Éternité no 3, avril 1997
- « Rap », pour L'Éternité no 3, avril 1997
- « Drôle de chômeur », pour L'Éternité no 3, avril 1997
- « Maurice, tiens bon ! Lettre ouverte à Maurice Papon », pour La Une no 13, décembre 1997
- « La fifille du Pharaon », mai 1998

### Chapitre
- « Le coup de grâce », dans Collectif, 10 ans pour rien ? Les années 1990, éditions du Rocher, 1990, 161p.  (ISBN 2268009114)

## Accueil critique
Invité dans l'émission  de télévision Tout le monde en parle en 1998, l'auteur s'explique sur le sens de ses deux ouvrages face au présentateur et producteur Thierry Ardisson et ses autres invités dont Laurent Ruquier et Daniel Cohn Bendit, ce dernier semblant apprécier les positions prise par Marc-Édouard Nabe.

### Avis négatifs
Hacène Chouchaoui, dans France Soir, critique la provocation de Nabe, la considérant inutile : « Il aboie mais la caravane passe ». Françoise Giroud critique dans le Nouvel Observateur le passage de Marc-Édouard Nabe, dans l'émission présentée par Bernard Pivot, Bouillon de culture, estimant qu'il « dit n'importe quoi mais avec talent ». La même émission est évoquée par Christian Combaz, dans Valeurs actuelles, qui juge banals les propos tenus par l'écrivain.
Dans l'émission Bouillon de culture, diffusée sur France 2 en mars 1999, Guy Konopnicki critique l'article de l'écrivain sur Salman Rushdie paru dans L'Idiot international, dans lequel Nabe jugeait qu'il usurpait le titre de grand blasphémateur.

### Avis positifs
Dans la même émission, Christian Millau accueille le livre favorablement, précisant qu'il « n'y a plus beaucoup de gens qui vous dérangent aujourd'hui ». Stéphane Denis, sur la description d'un déjeuner à l'académie Goncourt par l'écrivain, affirme : « c'est très méchant, c'est très drôle, c'est très vrai, on y est, il faut le lire ».
Dans Charlie Hebdo, Siné accueille favorablement Non et Oui, affirmant néanmoins qu'il « n’est pas difficile de partager la plupart de ses haines ». Frédéric Taddeï, dans Paris Match, le qualifie de brute à l'état pur, le rangeant plutôt dans la catégorie des artistes que dans celle des intellectuels : « En bon terroriste, il ne travaille pas dans le raisonnement ni dans la nuance, il tire à l’instinct ». Delfeil de Ton, dans le Nouvel Observateur, écrit « Nabe est toujours dans la frénésie, l'exaltation, il est toujours sur les sommets ».

## Édition
- Marc-Édouard Nabe, Non, éditions du Rocher, 1998, 376 p.  (ISBN 226803125X).